# Robert Marjolin
Robert Marjolin (Parigi, 27 luglio 1911 – Parigi, 15 aprile 1986) è stato un economista e politico francese.
Fu segretario generale dell'OECE e commissario europeo.

## Formazione
Di estrazione sociale modesta, Marjolin cominciò a lavorare a 14 anni.
Successivamente prese lezioni serali e per corrispondenza, diplomandosi all'École pratique des hautes études. Si iscrisse alla facoltà di filosofia e nel 1931 ricevette una borsa di studio dalla Fondazione Rockefeller, che gli permise di studiare sociologia ed economia all'Università di Yale dal 1932 al 1933.

## Attività politica e scientifica negli anni '30
Negli anni trenta Marjolin partecipò a movimenti politici di orientamento socialista ed appoggiò il Fronte Popolare nel 1936. Venne nominato incaricato di missione dal governo Blum, ma successivamente lasciò l'incarico per dissensi sulla politica estera e sulla politica economica del governo.
Dal 1938 lavorò come ricercatore e assistente di Charles Rist all'Istituto di economia di Parigi, occupandosi in particolare dell'andamento della produzione e dei prezzi e di politica monetaria. Nella formazione di Marjolin le politiche del New Deal ebbero considerevole influenza. Partecipò al colloquio Walter Lippmann.

## Impegno per la ricostruzione economica
Durante l'occupazione tedesca della Francia durante la seconda guerra mondiale, Marjolin servì come consigliere economico del governo francese in esilio guidato da Charles De Gaulle, rappresentandolo anche in una missione negli Stati Uniti nel 1943. Marjolin tracciò piani per la ricostruzione della Francia e dell'Europa dopo la guerra.
Alla fine della guerra Marjolin divenne direttore del dipartimento per il commercio estero del ministero francese degli affari economici e successivamente segretario di stato per la ricostruzione. Collaborò da vicino con Jean Monnet.
Nel 1948 Marjolin venne nominato primo segretario generale dell'Organizzazione per la Cooperazione Economica Europea (OECE) creata per gestire il piano Marshall. Cercò di rendere l'OECE non solo un'organizzazione tecnica, ma anche con delle finalità politiche, orientata alla promozione dell'integrazione commerciale ed economica dell'Europa. Si dimise dall'incarico nel 1955.

## Commissario europeo
Dopo una breve esperienza come membro dello staff del ministro socialista per gli affari esteri Christian Pineau e come professore di economia all'università di Nancy, dal 1955 Marjolin guidò la delegazione francese ai negoziati per l'istituzione della Comunità Economica Europea.
Nel 1958 Marjolin venne nominato membro della prima Commissione europea, presieduta da Walter Hallstein. Marjolin fu commissario agli affari economici e monetari e venne riconfermato per un secondo mandato nel 1962. Nel novembre 1962 si candidò alle elezioni parlamentari francesi per conto della SFIO, ma non venne eletto e continuò dunque a svolgere l'incarico di commissario europeo fino alla scadenza del mandato nel 1967.
Nel 1962 Marjolin elaborò assieme all'economista Robert Triffin un piano d'azione per rafforzare l'integrazione europea, riformando il trattato di Roma per facilitare la realizzazione di un'unione economica e monetaria europea.
Marjolin mantenne un atteggiamento ambiguo rispetto alla proposta di rafforzamento dei poteri del Parlamento europeo avanzata dalla Commissione della CEE, che era invece fortemente osteggiata da Charles De Gaulle e che portò alla crisi della sedia vuota. Anche per questa ragione, De Gaulle scelse di non rinnovare ulteriormente il mandato di Marjolin e nel 1967 lo sostituì con Raymond Barre e Jean-François Deniau.
Nel 1964 Robert Marjolin si rese protagonista di un intervento particolarmente aspro nei confronti di Aldo Moro, allora per la prima volta Presidente del Consiglio, in un frangente storico di grande drammaticità come quello rappresentato dalla grave crisi di governo del primo esecutivo di centro-sinistra (Governo Moro I), avvenuta tra il 26 giugno ed il 23 luglio 1964, che diede luogo alla minaccia di intervento militare dell'Arma dei Carabinieri comandata dal Generale Giovanni de Lorenzo, nota come "Piano Solo". 
Il settimanale Panorama ha dato, il 18 ottobre 2018, una descrizione particolarmente chiara dell'episodio: "Il francese Robert Marjolin era all'epoca vice-presidente della CEE incontrò a Roma Aldo Moro assieme ai ministri del governo che lo statista pugliese allora presiedeva. Dal vertice emerse un atteggiamento fortemente critico, se non aggressivo nei confronti della politica economica italiana, che Moro difendeva. Marjolin invocava senza mezzi termini una sorta di austerity ante-litteram che ebbe l'effetto di spaccare gli equilibri del centro-sinistra al governo e vanificare la speranza in un prestito europeo per tamponare gli effetti della crisi economica iniziata al termine del "boom". L'azione fu vista da molti esponenti politici come una decisa e brutale ingerenza di Bruxelles negli affari italiani".
La circostanza assume toni di notevole rilievo perché provenienti direttamente dalle parole scritte da Aldo Moro nel corso della sua prigionia nel covo delle Brigate Rosse e contenute nel cd. Memoriale Moro, ritrovato dai Carabinieri del Generale Carlo Alberto dalla Chiesa il 1 ottobre 1978. Lo statista, in uno dei suoi scritti durante il sequestro, evidenzia, infatti, come nel 1964 una iniziativa di condizionamento dell'azione del governo, che era partita con i toni tipici della minaccia militare, si era progressivamente trasformata in un pressione tendente a modificare le politiche economiche dell'intesa di centro-sinistra, costringendola nei limiti di una ordinaria riforma ed esautorando, di conseguenza, le significative e "qualificate" spinte innovative di cui era portatore il Partito Socialista di Pietro Nenni:
"Il tentativo di colpo di stato nel 64 ebbe certo le caratteristiche esterne di un intervento militare, secondo una determinata pianificazione propria dell'arma dei Carabinieri, ma finì per utilizzare questa strumentazione militare essenzialmente per portare a termine una pesante interferenza politica rivolta a bloccare o almeno fortemente dimensionare la politica di centro sinistra, ai primi momenti del suo svolgimento. Questo obiettivo politico era perseguito dal Presidente della Repubblica On. Segni ... Il piano, su disposizione del Capo dello Stato, fu messo a punto nelle sue parti operative (luoghi e modi di concentramento in caso di emergenza) che avevano preminente riferimento alla Sinistra, secondo lo spirito dei tempi. Nel frattempo però diventarono preminenti gli sviluppi politici a causa di una lettera diffida mandata al Presidente del Consiglio dal Ministro del Tesoro circa gli eccessivi oneri finanziari della politica di centro sinistra e di un intervento nello stesso senso, che aveva sapori d'interferenza, del Sig. Marjolin della Comunità Politica Europea. Mentre si attenuava il significato del golpe in quanto tale, si accentuava la tendenza a diminuire la portata del centro sinistra ed a ridurla per asserite ragioni finanziarie, ad una normale politica riformistica ...mortificando però le qualificate ambizioni dei socialisti, giunti al potere per fare una politica nuova".
Lo stesso statista, a conclusione della prima parte del Memoriale dedicata alla crisi politica del 1964 ed al ruolo del Presidente della Repubblica Segni e del Generale De Lorenzo nelle vicende del Piano Solo, sottolinea con particolare vigore come nelle drammatiche vicende che portarono alla costituzione del centro-sinistra in Italia emergesse in modo grave l'ingerenza dell'allora Comunità europea: "Credo che lo stesso Presidente della Repubblica abbia ritenuto e detto che non esistessero più ragioni di allarme. La tensione era caduta. Il centro sinistra, sia pure edulcorato, si era costituito. Tutto si era svolto nei rapporti tra Capo dello Stato e responsabile dell'ordine pubblico. Il fatto grave, ripeto, fu politico anche per il fatto dell'interferenza della Comunità europea nelle cose italiane, attraverso la missione Marjolin" (ibidem Memoriale Moro).

## Pubblicazioni
- Robert Marjolin, Le Travail d'une vie: mémoires, 1911-1986, Robert Laffont, Paris, 1986.
- Colloque du mardi 9 décembre 2003 consacré à Robert Marjolin, Institut de France, Paris, 2004.